# 로이 스튜어트 (무성 영화 배우)

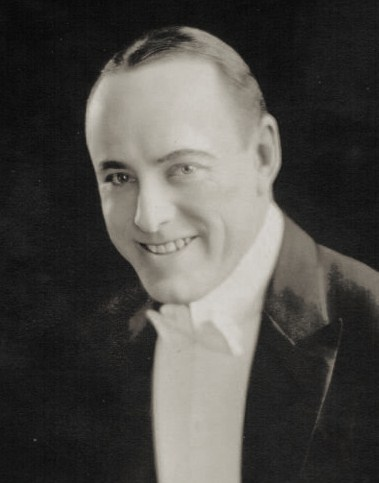

로이 스튜어트(Roy Stewart, 1883년 10월 17일 ~ 1933년 4월 26일)는 미국의 배우, 영화배우, 각본가이다.
샌디에이고에서 태어났으며 로스앤젤레스에서 사망하였다. 사인은 심근 경색이다.